# Zvonohlík zahradní
Zvonohlík zahradní (Serinus serinus) je malý monotypický druh pěvce z čeledi pěnkavovitých.

## Popis
Výrazně menší než vrabec (délka těla 11–12 cm). Svrchní strana těla, břicho a boky jsou vždy hustě čárkované; výrazný nadoční proužek se v týle spojuje s proužkem, lemujícím tváře; uprostřed tváře je světlá skvrna. Kostřec je u samce výrazně žlutý, u samice zelenožlutý. Samec má jasně žluté čelo a kresbu na hlavě, samice má tyto partie žlutobílé.

## Rozšíření
Zvonohlík zahradní měl původně mediteránní typ rozšíření, ale během 19. století se expanzivně rozšířil přes Alpy až do střední Evropy a později i dále: na sever až do Polska a jižního Švédska a na východ do Pobaltí, k Černému moři, do Turecka, na Kypr a do Libanonu. Částečně tažný druh, ptáci ze severnějších populací zimují ve Středomoří včetně Afriky.

## Výskyt v Česku
V České republice se jako hnízdící druh objevuje až v 1. polovině 19. století. Hnízdí po celém území, nejhojněji v nižších a středních polohách, vystupuje však také vysoko do hor (max. 1250 m n. m.). Jeho početnost je dlouhodobě odhadována na 450–900 tisíc párů.
Přílet na naše území probíhá od poloviny března do dubna, odlet od září do října.
Hnízdí na různých místech se skupinkami stromů.

## Hnízdění

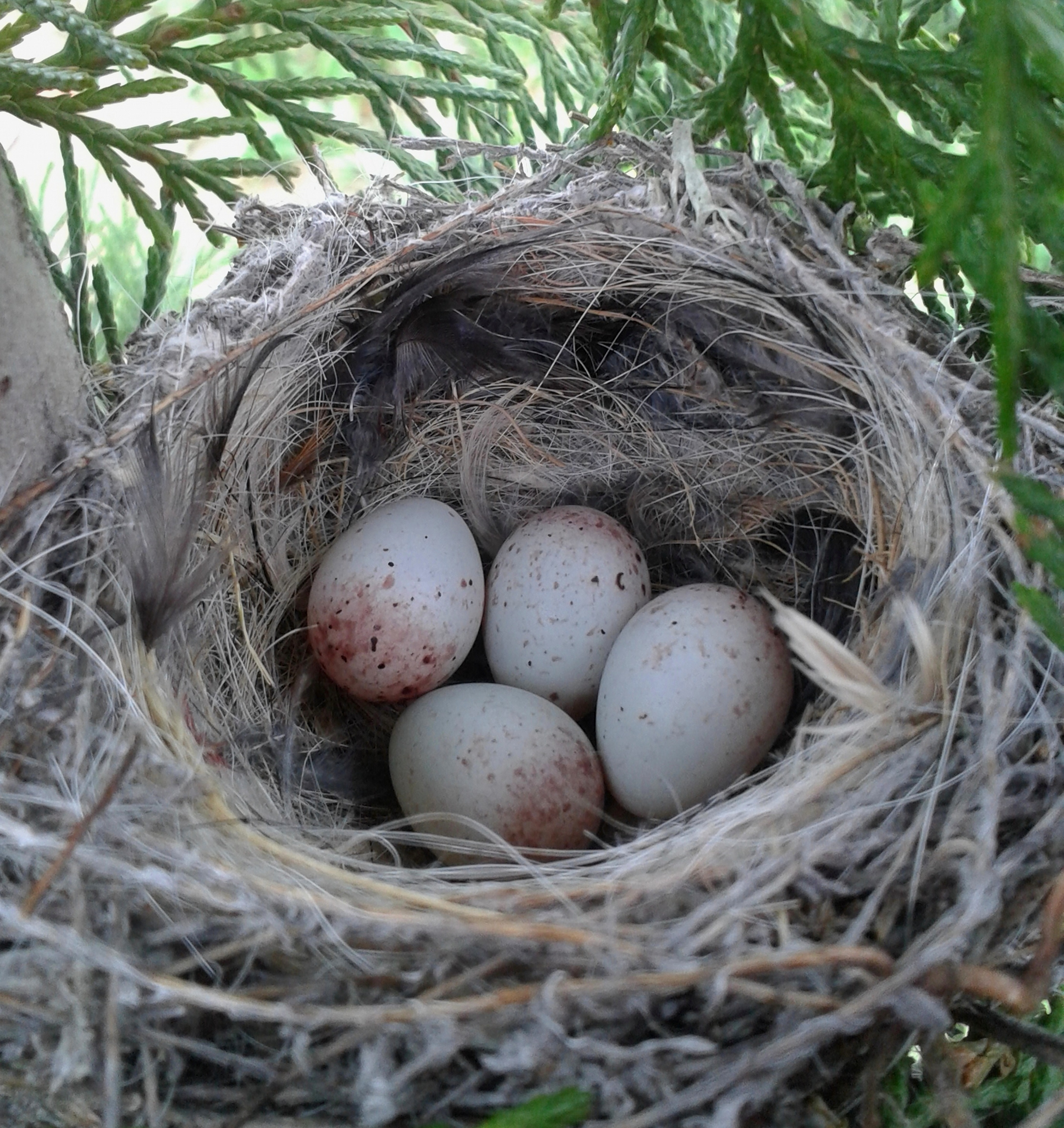
Hnízdo s vejci

Hnízdí jednotlivě a teritoriálně. Hnízdo je obvykle na stromech, zvláště jehličnatých, také na keřích. Staví jej většinou samotná samice ze stonků, listů, kořínků a lýka rostlin, pavučin a lišejníků a zevnitř jej vystýlá rostlinným chmýřím, srstí a peřím. Ročně mívá 2, možná i 3 snůšky po 4 (3–5) špinavě bílých, tmavohnědě až černohnědě skvrnitých a vlnkovaných vejcích o rozměrech 16,5 × 12,2 mm. Jejich inkubace trvá obvykle 13 dnů, na vejcích sedí samotná samice. Mláďata jsou krmena oběma rodiči a hnízdo opouštějí po 14–16 dnech. Dalších asi 9 dnů jsou krmena mimo něj, poté se rodina rozpadá. Pohlavně dospívají v 1. roce života.

## Potrava
V potravě převažují semena a části plevelů i kulturních rostlin, příležitostně požírá také bezobratlé. Potravu sbírá většinou na zemi.